# Exocelina abdita
Exocelina abdita är en skalbaggsart som först beskrevs av Balke, Watts, Cooper, Humphreys och Alfried P. Vogler 2004.  Exocelina abdita ingår i släktet Exocelina och familjen dykare. Inga underarter finns listade i Catalogue of Life.